# 鈴木佑治 (声優)
鈴木 佑治（すずき ゆうじ、5月27日 - ）は、日本の男性声優。東京都出身。
2018年8月をもってぷろだくしょん★A組を退所。それ以前はアドヴァンスプロモーションに所属していた。

## 出演作品

### 吹き替え
- IRIS-アイリス-（ヨンボム）
- 悪の法則（ホテルのウェイター）
- アグリー・ベティ（ラリー）
- アルビン3 シマリスたちの大冒険
- イ・サン
- ウェイバリー通りのウィザードたち（ラムウッド捜査官）
- ギリシャに消えた嘘（パウル・ヴィットーリオ〈デヴィッド・ウォーショフスキー〉）
- ゴール3
- こちらブルームーン探偵社
- サバイバー: 宿命の大統領
- The Hills（コリン）
- 幸せへのキセキ
- 水滸英雄伝 一丈青 扈三娘
- スティーブ・ジョブズ（ダニエル・コトキ〈ルーカス・ハース〉）
- ストレイ・ドッグ（ケニー）
- 製パン王 キム・タック（男1）
- ゼブラ軍団（ピーター）
- 善徳女王
- ゾンビ　DAWN of the DEAD（神父）
- 太王四神記
- チャームド（ザモ）
- 朱蒙
- テロワール（見合い相手）
- ナバロンの要塞
- ネイルサロン・パリス 〜恋はゆび先から〜（クム・ミリョ[1]）
- バイオハザードV リトリビューション
- 4デイズ
- ブログ犬 スタン（ベネット）
- プロメテウス
- ミリオンダラー・アーム（アミト）
- 黙示録2009 合衆国大炎上（トニー）
- ライ・トゥ・ミー 嘘の瞬間

### アニメ
- トム&ジェリー
- しましまとらのしまじろう（スカンク）
- フラニーズ・フィート

### 映画・TV
- バトル・ロワイアルII 鎮魂歌
- ゴジラ FINAL WARS（地球防衛軍）
- ホーム・スイートホーム2
- 鉄人28号（レンジャー隊）
- デビルマン（特捜隊）
- ウルトラマンネクサス
- 一番大切な人は誰ですか?
- 駅前タクシー湯けむり事件案内2（刑事）